# Reg Hurst
Reginald „Reg“ Edwin Hurst (* 6. Juni 1917 in Peterborough, South Australia; † 31. März 1973) war ein australischer Politiker der Australian Labor Party (ALP), der unter anderem von 1964 bis 1973 Mitglied sowie zwischen 1970 und 1973 Sprecher des South Australian House of Assembly war.

## Leben
Reginald „Reg“ Edwin Hurst arbeitete nach dem Schulbesuch als Elektroinstallateur und war später als Funktionär für die Elektrogewerkschaft ETU (Electrical Trades Union) sowie als Präsident des Gewerkschaftsrates (Trades and Labour Council). Er fungierte 1964 als Senior Vizepräsident sowie 1965 als Präsident der South Australian Labor Party. Zuvor wurde er für die ALP bei der nach dem Tode seines Parteifreundes Harold Tapping am 6. September 1964 erforderlichen Nachwahl (By-election) im Wahlkreis Semaphore am 3. Oktober 1964 erstmals zum Mitglied des South Australian House of Assembly gewählt, des Unterhauses des Parlaments von South Australia. Er vertrat diesen Wahlkreis bis zu seinem Tode am 31. März 1973, woraufhin sein Parteifreund Jack Olson diesen Wahlkreis bei der Nachwahl am 2. Juni 1973 gewann. Während seiner Parlamentszugehörigkeit war er zwischen dem 1. Juli 1965 und dem 16. April 1968 Mitglied des Gemeinsamen Parlamentsausschusses für nachgeordnete Gesetzgebung sowie vom 11. April 1968 bis zum 14. Juli 1970 Mitglied des Parlamentarischen Ausschusses für Landbesiedlung.
Am 14. Juli 1970 wurde Hurst als Speaker zum Sprecher des House of Assembly gewählt und trat damit die Nachfolge des Parteilosen Tom Stott an. Er bekleidete das Amt des Parlamentspräsidenten bis zu seinem Tode am 31. März 1973, woraufhin sein Parteifreund John Ryan am 19. Juni 1973 neuer Sprecher wurde.

## Hintergrundliteratur
- Parliament of South Australia: Statistical Record of the Legislature 1836–2007 (Memento vom 11. März 2019 im Internet Archive)
- Robert Martin: Responsible Government in South Australia, Band 2, Wakefield Press, 2009, ISBN 978-1-86254-844-2, S. 83 f. (Onlineversion (Auszug))

## Weblink
- Mr Reginald Hurst. In: Parlament von South Australia. Abgerufen am 3. April 2024 (englisch).